# محمد أباد (قلعة بيابان)
محمد أباد (بالفارسية: محمدآباد) هي قرية تقع في إيران في البلدة المركزية. يقدر عدد سكانها بـ 82 نسمة .